# Tillandsia turquinensis
Tillandsia turquinensis är en gräsväxtart som beskrevs av K.Willinger och Michálek. Tillandsia turquinensis ingår i släktet Tillandsia och familjen Bromeliaceae. Inga underarter finns listade i Catalogue of Life.